# جوناثان غاليفان
جوناثان غاليفان هو ملحن ومنتج أسطوانات كندي، ولد في 29 يناير 1972 في تورونتو في كندا.

## وصلات خارجية
- جوناثان غاليفان على موقع ميوزك برينز (الإنجليزية)
- جوناثان غاليفان على موقع ديسكوغز (الإنجليزية)